# Mašovice
Obec Mašovice (německy Gross Maispitz) se nachází v okrese Znojmo v Jihomoravském kraji. Žije zde 548 obyvatel.

## Název
Na vesnici bylo přeneseno původní pojmenování jejích obyvatel Mašovici, které bylo odvozeno od osobního jména Maš(a) (což byla domácká podoba některého jména začínajícího na Ma- jako Malomír, Malobud, Marek apod.) a znamenalo "Mašovi lidé". Německé jméno vzniklo z českého.

## Historie
První písemná zmínka o obci se hlásí k roku 1046 (Masouicih, ve skutečnosti listinné falzum ze 12. století).

## Pamětihodnosti
- Kostel svatého Jana Křtitele
- Kaplička u kostela
- Boží muka
- Vodní mlýn
- Studánka „U samaritánky“
- Archeologické výzkumy

## Galerie

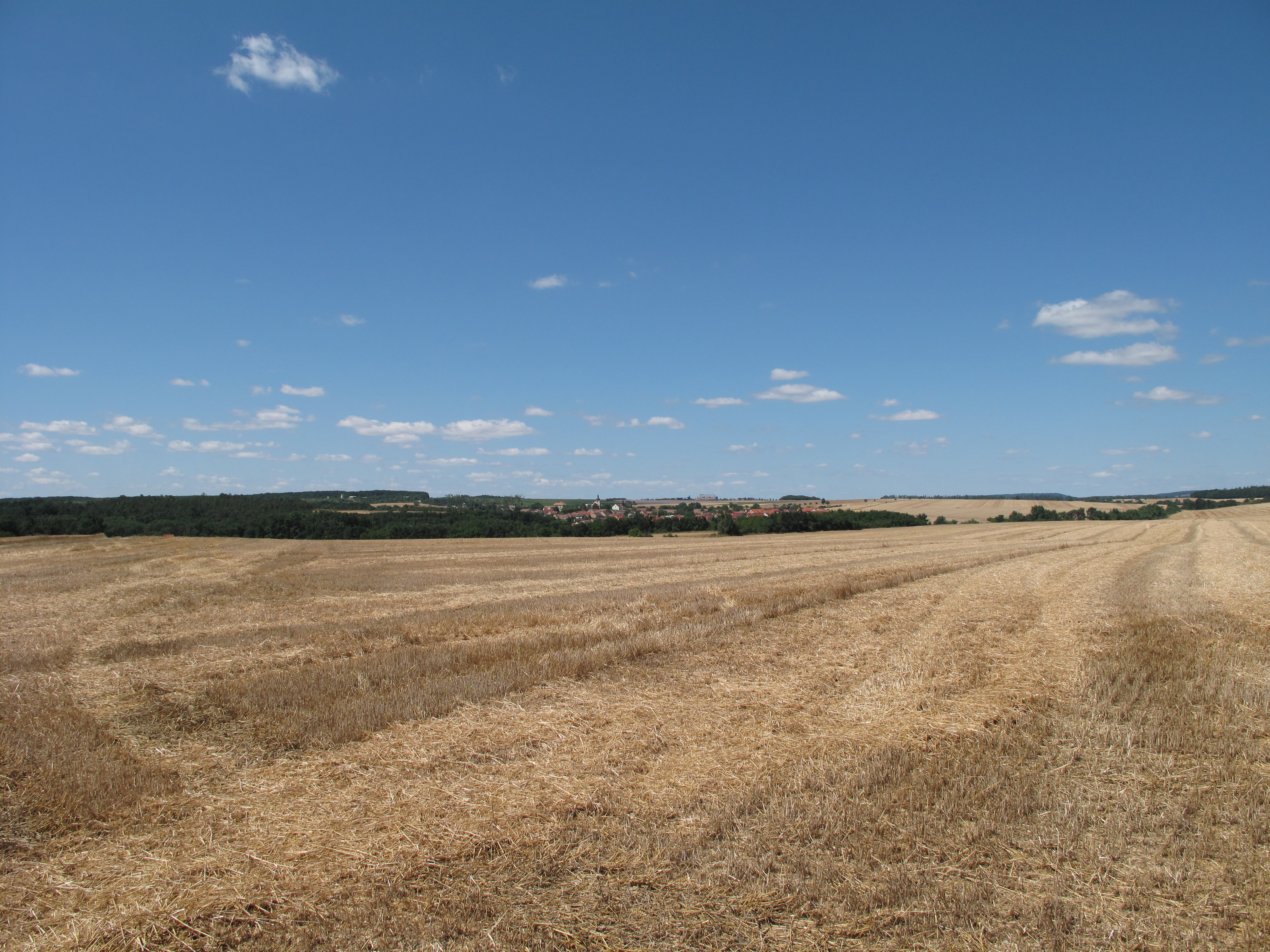
Od jihovýchodu